# Базилика Сан-Франческо (Сиена)
Базилика Сан-Франческо (итал. La basilica di San Francesco) — приходская церковь Святого Франциска Ассизского в городе Сиена, области Тоскана, Центральная Италия. Одна из важнейших церквей Сиены, расположенная на одном из трёх холмов, на площади Сан-Франческо в центре города. В сантуарии (святилище) базилики совершаются богослужения Ордена меньших братьев-конвентуалов.

## История
Францисканцы прибыли в Сиену сразу после смерти Франциска Ассизского в 1226 году. Между 1228 и 1255 годами было зафиксировано строительство первой небольшой церкви на месте, где теперь стоит базилика. Ныне существующий храм был возведён в период 1228—1255 годов, позднее, между 1326 и 1475 годами, он был расширен и значительно перестроен из здания романской архитектуры в готическое. Перед этим храмом в 1425 году францисканский монах Бернардин Сиенский читал свои проповеди. В XV веке в строительстве принимал участие Франческо ди Джорджо Мартини. Ему приписывают готический портал западного фасада.
В 1655 году пожар уничтожил церковь, и она оставалась в плохом состоянии более двух столетий: были проведены реставрации и добавлены элементы в стиле барокко, которые плохо сочетались с ранее существовавшей конструкцией. В 1763—1765 годах по проекту Паоло Пози была построена новая колокольня.
В 1855 году, после подавления религиозных орденов в эпоху Наполеона, монастырский комплекс стал собственностью архиепархии Сиены, которая сделала его резиденцией архиепископской семинарии. В 1968 году древний монастырь, примыкающий к базилике, был приобретён Сиенским университетом, теперь в бывших монастырских зданиях располагаются классы кафедры экономики, политики и статистики.
Церковь была радикально изменена в ходе реставрационных работ, начавшихся в конце XIX века, в результате чего был создан проект в неоготическом стиле, соответствующий вкусам XIX века. Работы по внутренней отделке были поручены Джузеппе Партини (1885—1892), а по возведению нового фасада — Витторио Мариани и Гаэтано Чеккарелли (1894—1913).
В конце XIX века папой Львом XIII церковь была возведена в ранг малой базилики в связи с «Чудом Евхаристии»: обнаруженные в церкви в 1730 году частицы гостии Святого Причастия сохраняют свой первозданный вид по настоящее время.

## Архитектура и произведения искусства церкви
Средневековая готическая церковь, построенная в 1326—1475 годах, имела фасад, покрытый полосами белого и зелёного мрамора в стиле внешних боковых стен Сиенского собора, портал XV века работы Франческо ди Джорджо Мартини и окна-розу того же автора. Реставрационные работы, проведённые в конце XIX века, привели к замене фасада на новый, выполненный в неоготическом стиле из кирпича.
Среди немногих украшений — мраморный портал, в люнете которого изображены святые Франциск и Бернардино, поклоняющиеся Деве Марии с Младенцем, по сторонам — два ангела, а наверху — Христос с крестом. По сторонам круглого окна-розы изображены символы четырёх евангелистов. Гербы на фасаде, также выполненные из мрамора, представляют город Сиену и семьи, внесшие вклад в содержание и восстановление церкви. Окно-роза — единственный старинный элемент, унаследованный от фасада XV века Франческо ди Джорджо Мартини.
Базилика имеет план в виде египетского креста с одним нефом и трансептом. Капеллы расположены по обеим сторонам нефа. Поскольку план имеет форму египетского креста, в нём отсутствуют хор и апсида, вместо них расположена центральная капелла, похожая на другие в трансепте, за исключением её больших размеров. Этот план следовал цистерцианской архитектурной схеме и представлял собой упрощенную архитектурную модель нищенствующих орденов, целью которой было создание пространства больших размеров, способного вместить множество прихожан, и исключение декоративных излишеств.
Интерьер выглядит простым, отчасти из-за пожара 1655 года и после реставрации 1885—1892 годов, когда многие из барочных алтарей были убраны (некоторые из алтарных картин возвращены в последующее время). Все внутренние стены отделаны полосами белого и зелёного мрамора по образцу Сиенского собора.
Главный алтарь создан в XIX веке архитектором Джузеппе Партини и скульптором Леопольдо Маккари, большое витражное окно, представляет собой одно из самых красивых современных витражей. На нём изображено утверждение Устава Святого Франциска папой Гонорием III.
На контрфасаде находятся остатки двух гробниц XIV века, а также две большие фрагментарные фрески с городских ворот Порта Романа и Порта Писпини: «Коронование Девы Марии» работы Сассетты, законченная Сано ди Пьетро (1447—1450) и «Рождество Христа» Содомы (1531).
Среди многочисленных произведений искусства в церкви — «Мадонна с Младенцем и святыми» Якопо Дзукки, выразительное «Распятие» Пьетро Лоренцетти и фреска его брата Амброджо, «Молитва святого Иакова» Джузеппе Никола Назини, «Мученичество святого Мартина» Пьетро да Кортона и «Мадонна с Младенцем», фреска Якопо ди Мино дель Пелличчайо.
В правом трансепте находится мраморная статуя Святого Франциска XIV века, перенесённая внутри церкви с древнего фасада.

## Галерея

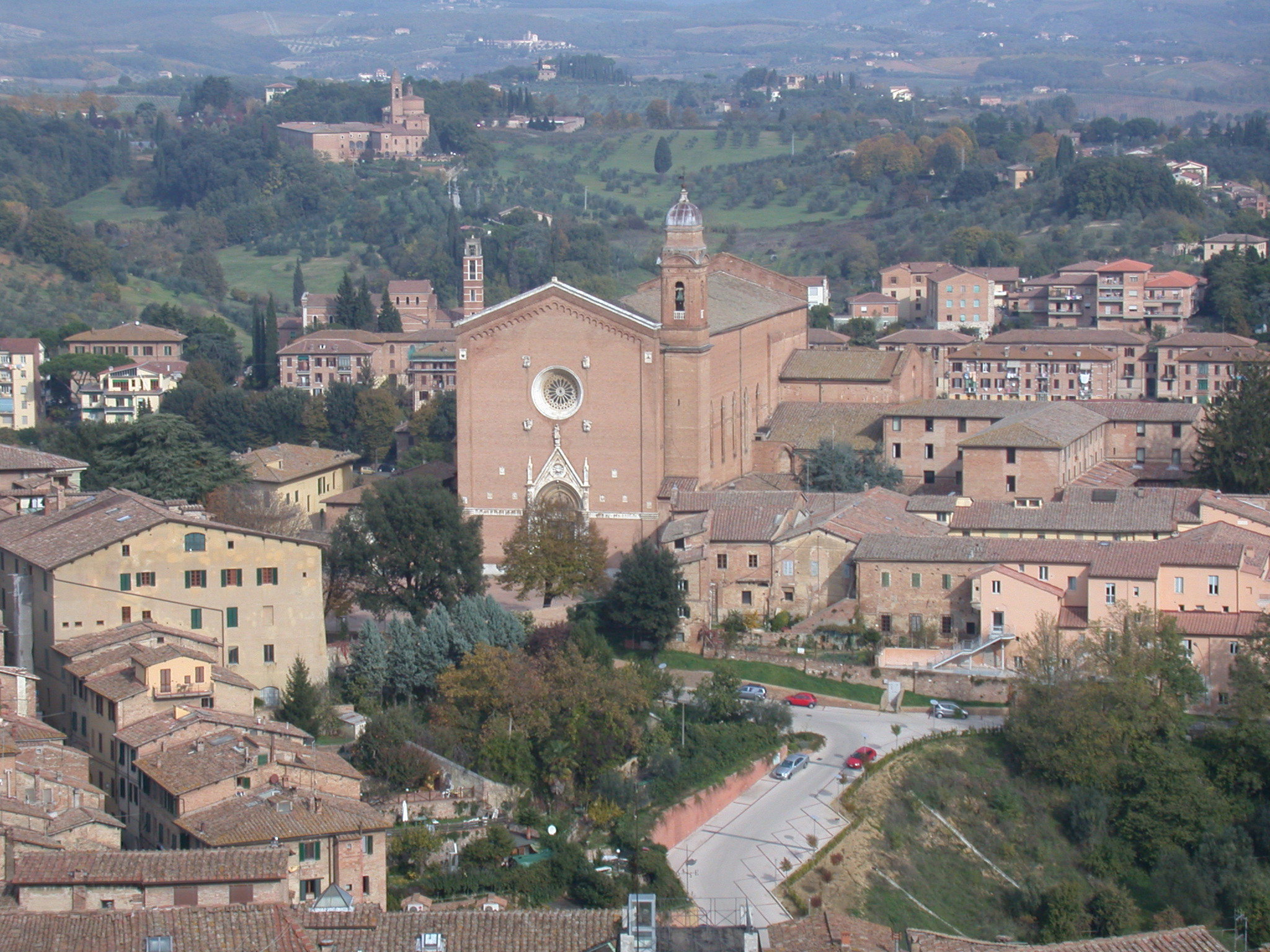
Панорама
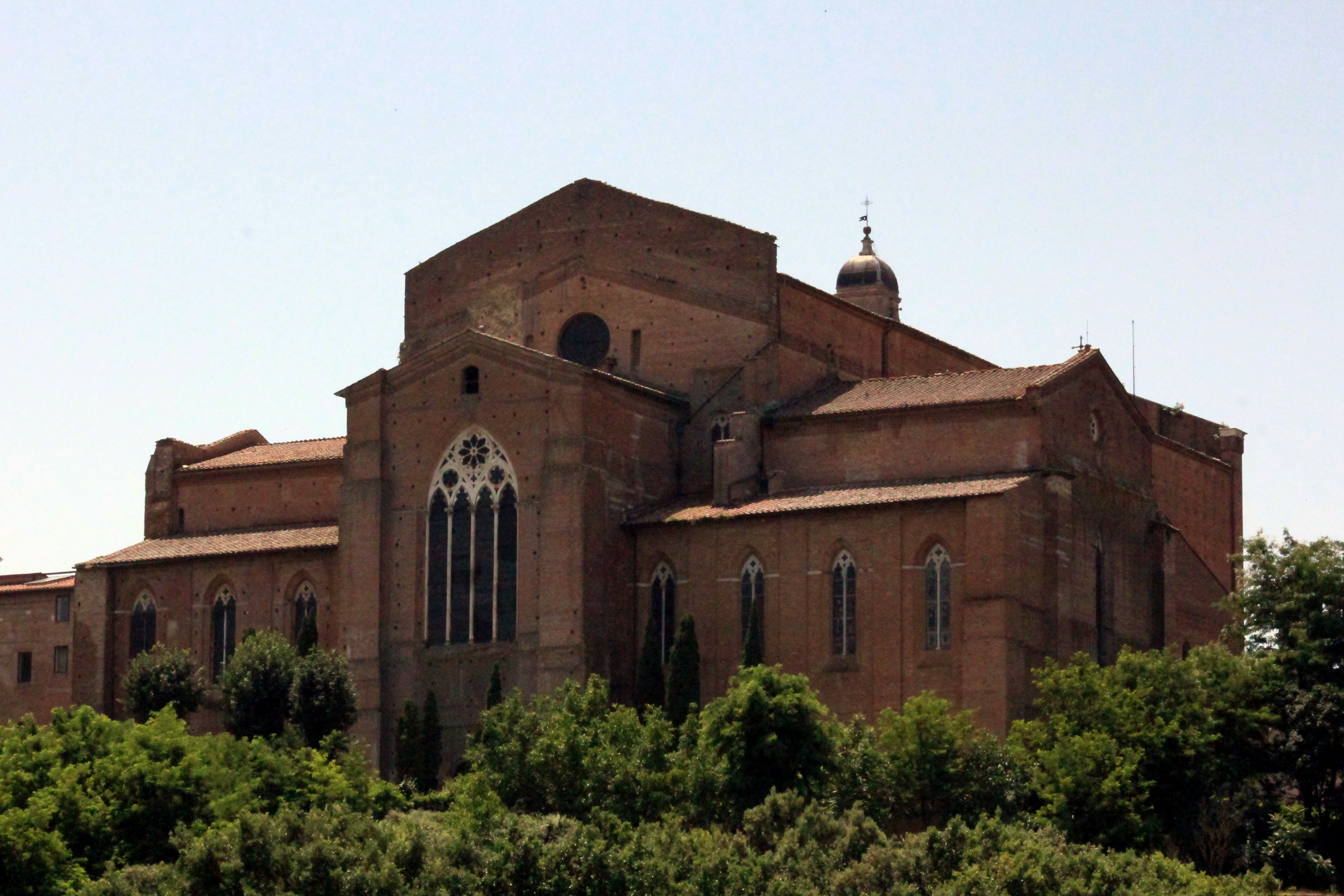
Вид с севера. Апсида и трансепт
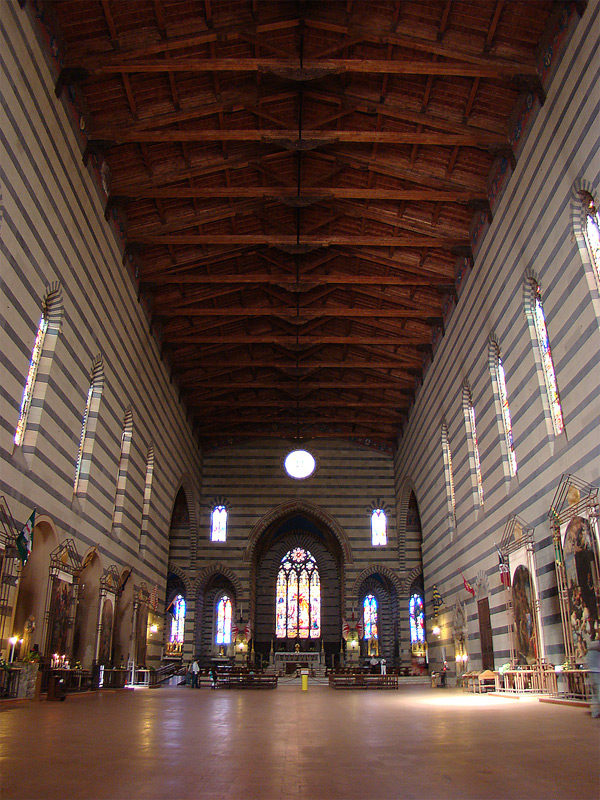
Интерьер
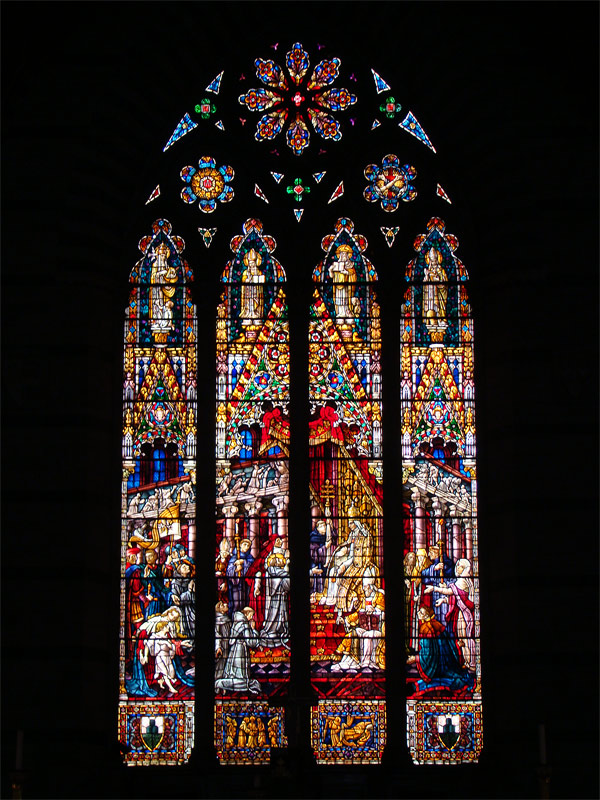
Витраж апсиды
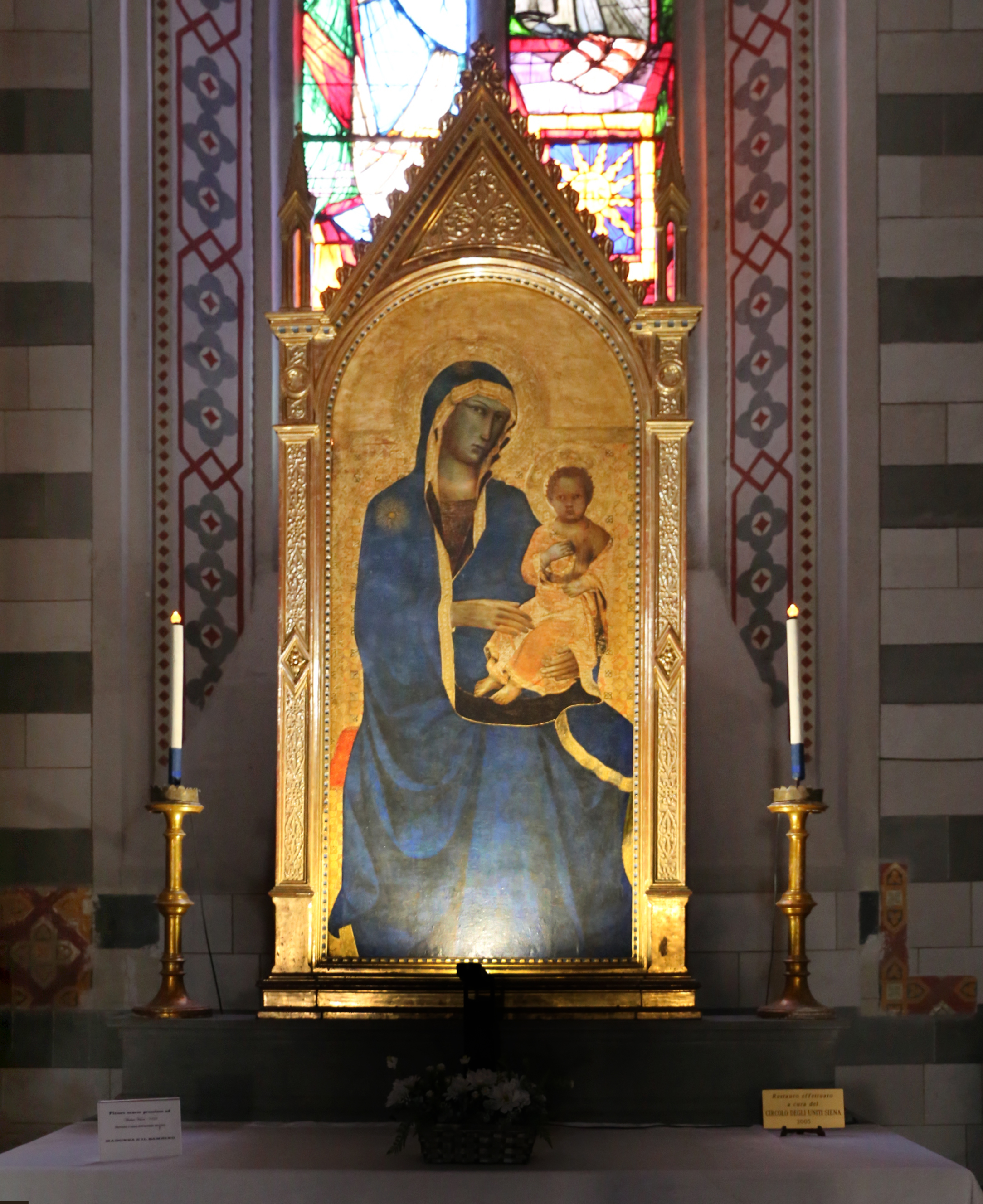
Андреа Ванни. Мадонна с Младенцем. 1398. Дерево, темпера, золочение
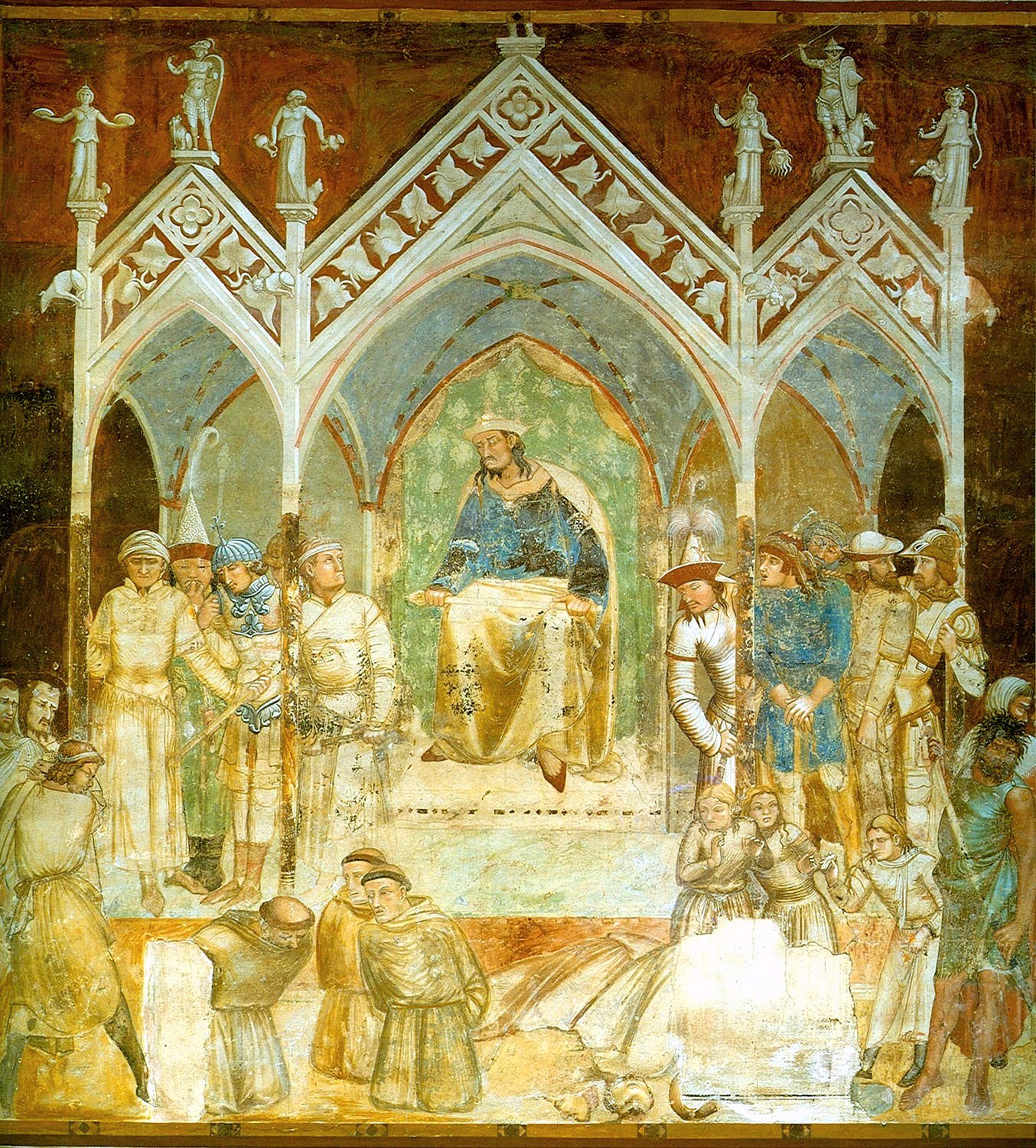
Амброджо Лоренцетти. Мученичество-францисканцев. 1330. Фреска
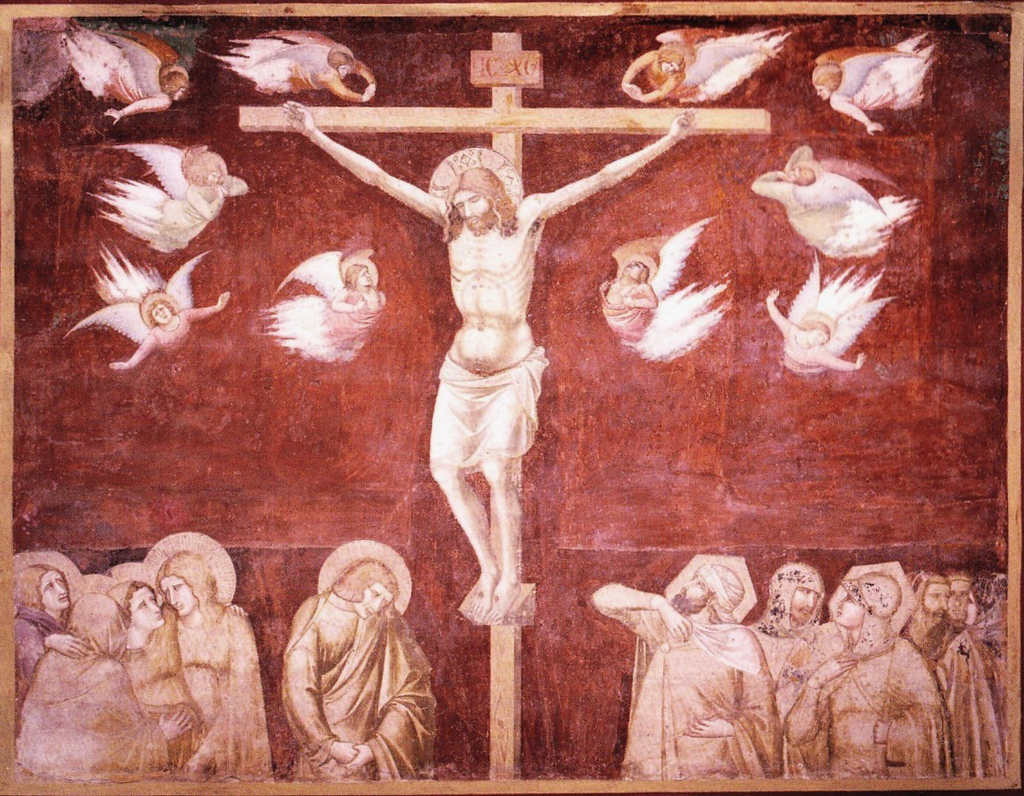
Пьетро Лоренцетти. Распятие 1320-е. Фреска
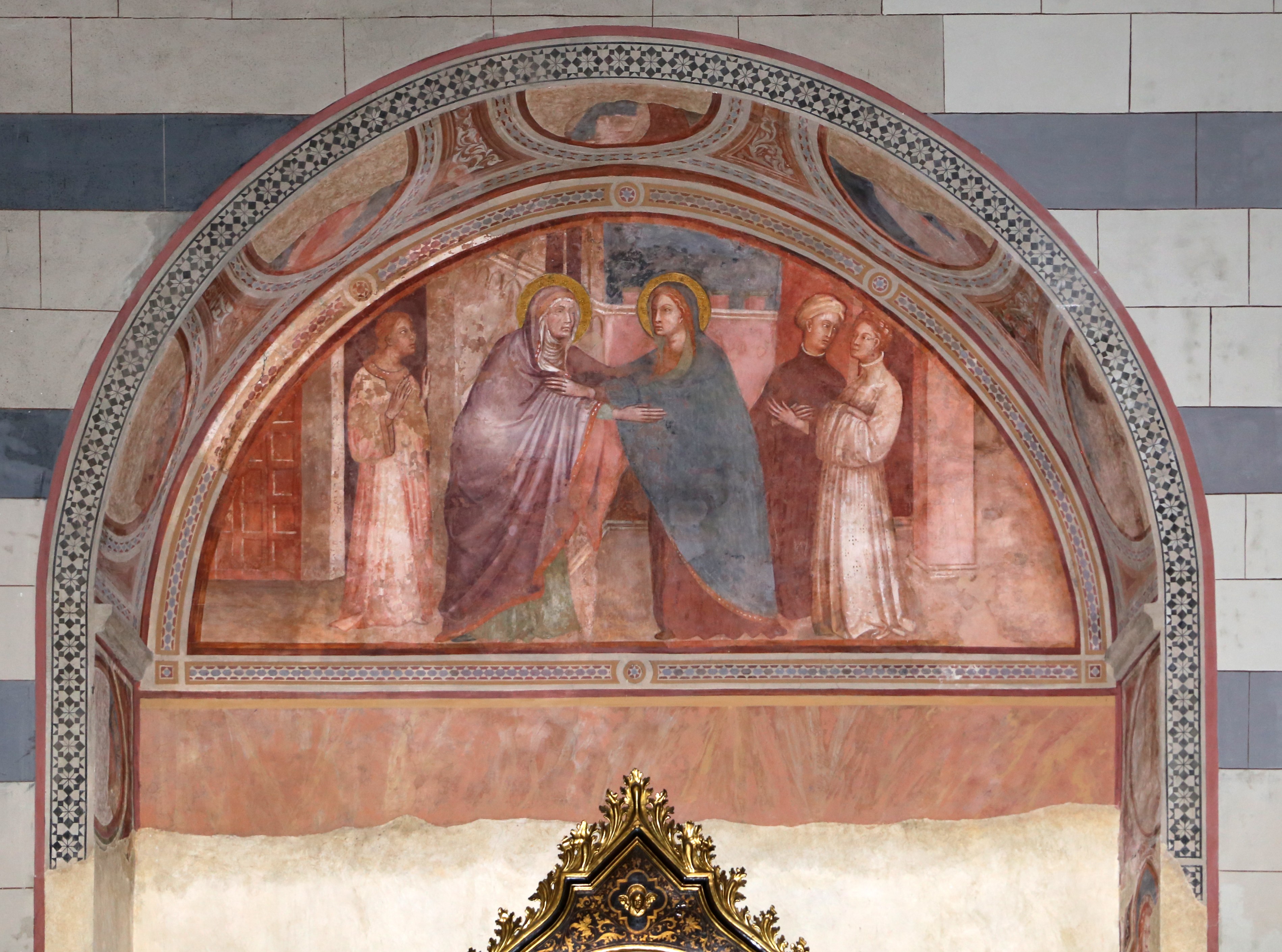
Неизвестный мастер сиенской школы. Посещение Девой Марией Елизаветы и святые. Между 1400 и 1425. Фреска
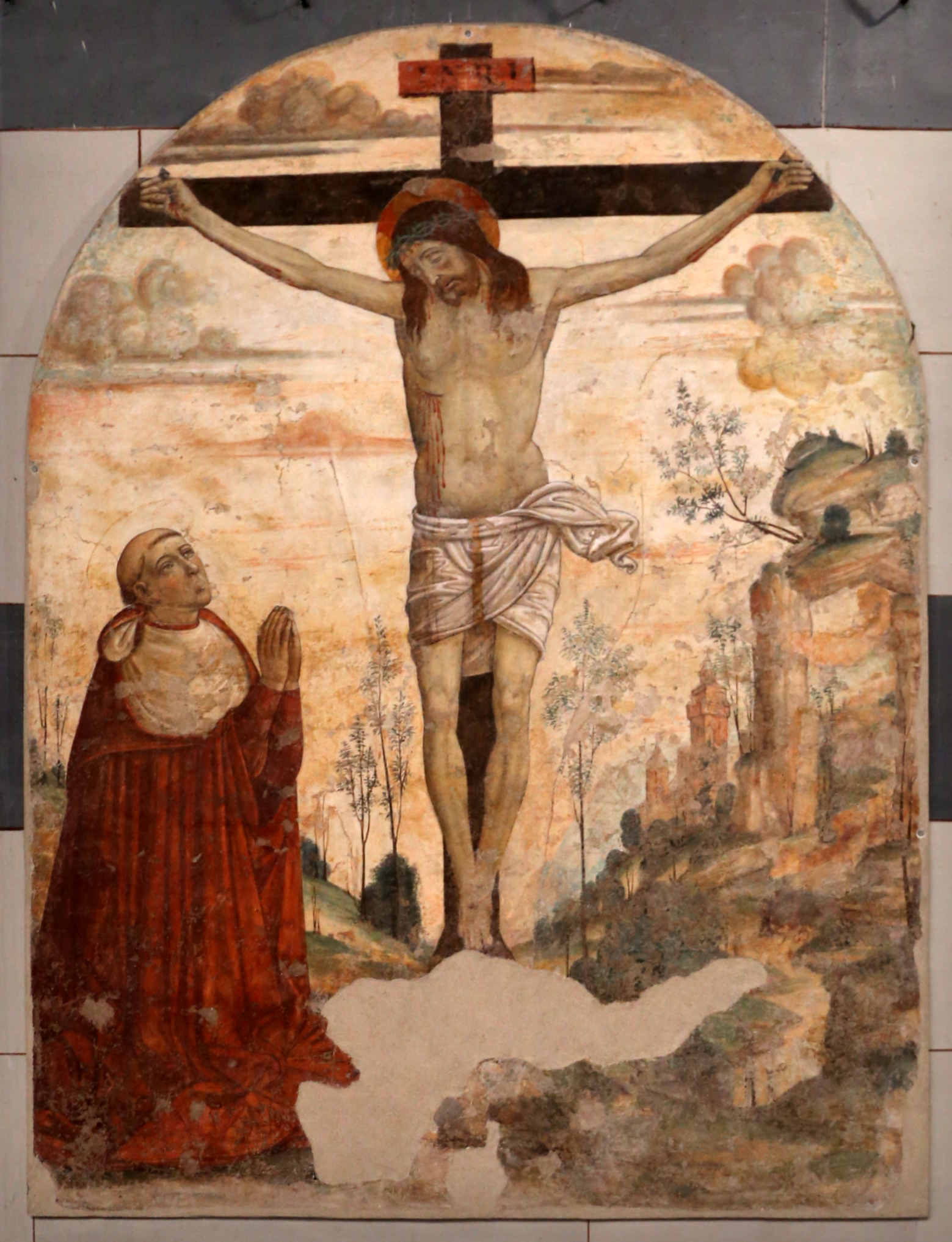
Джироламо ди Бенвенуто. Распятый Иисус и святой Иероним в кардинальском одеянии
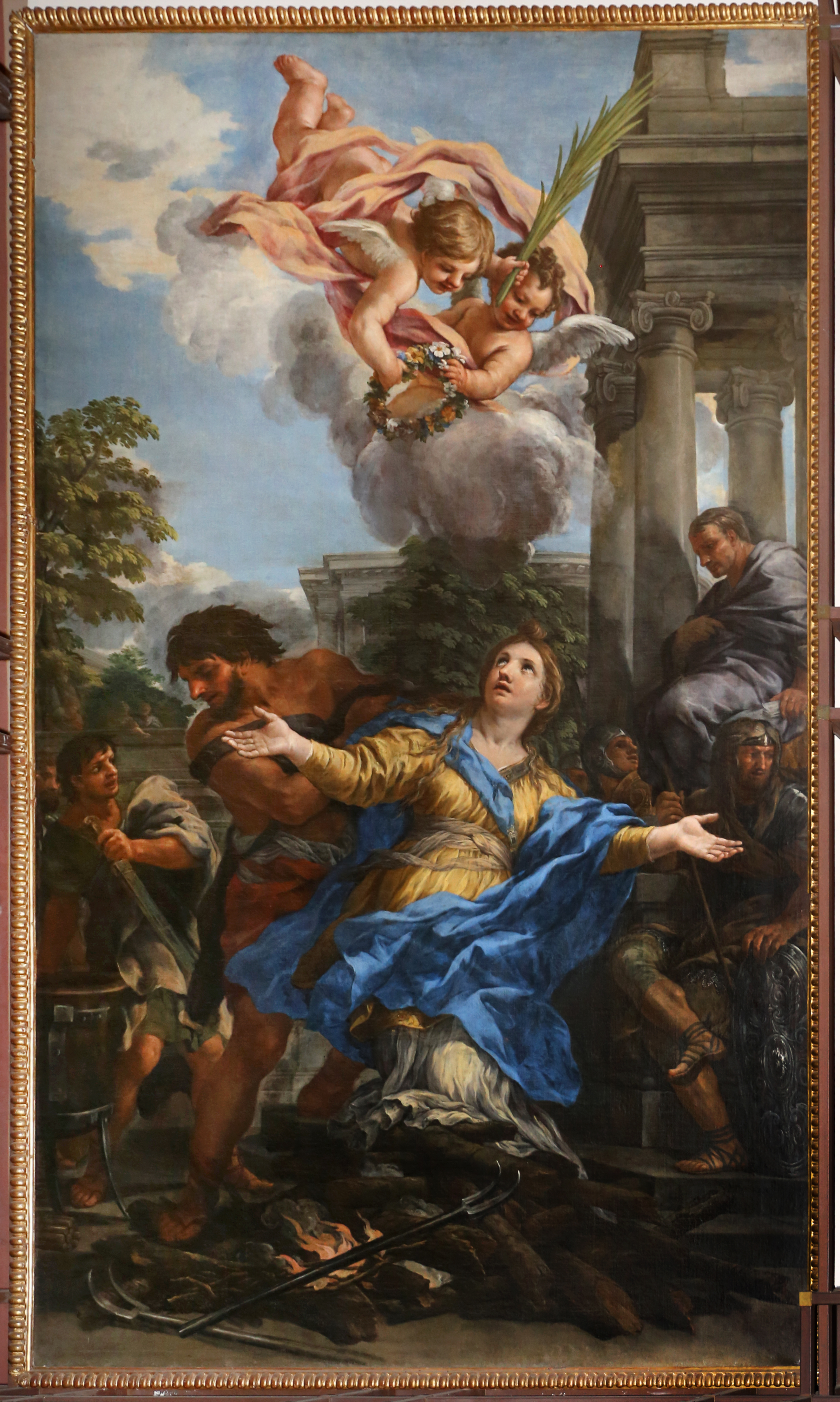
Пьетро да Кортона. Мученичество Святой Мартины. 1656. Холст, масло
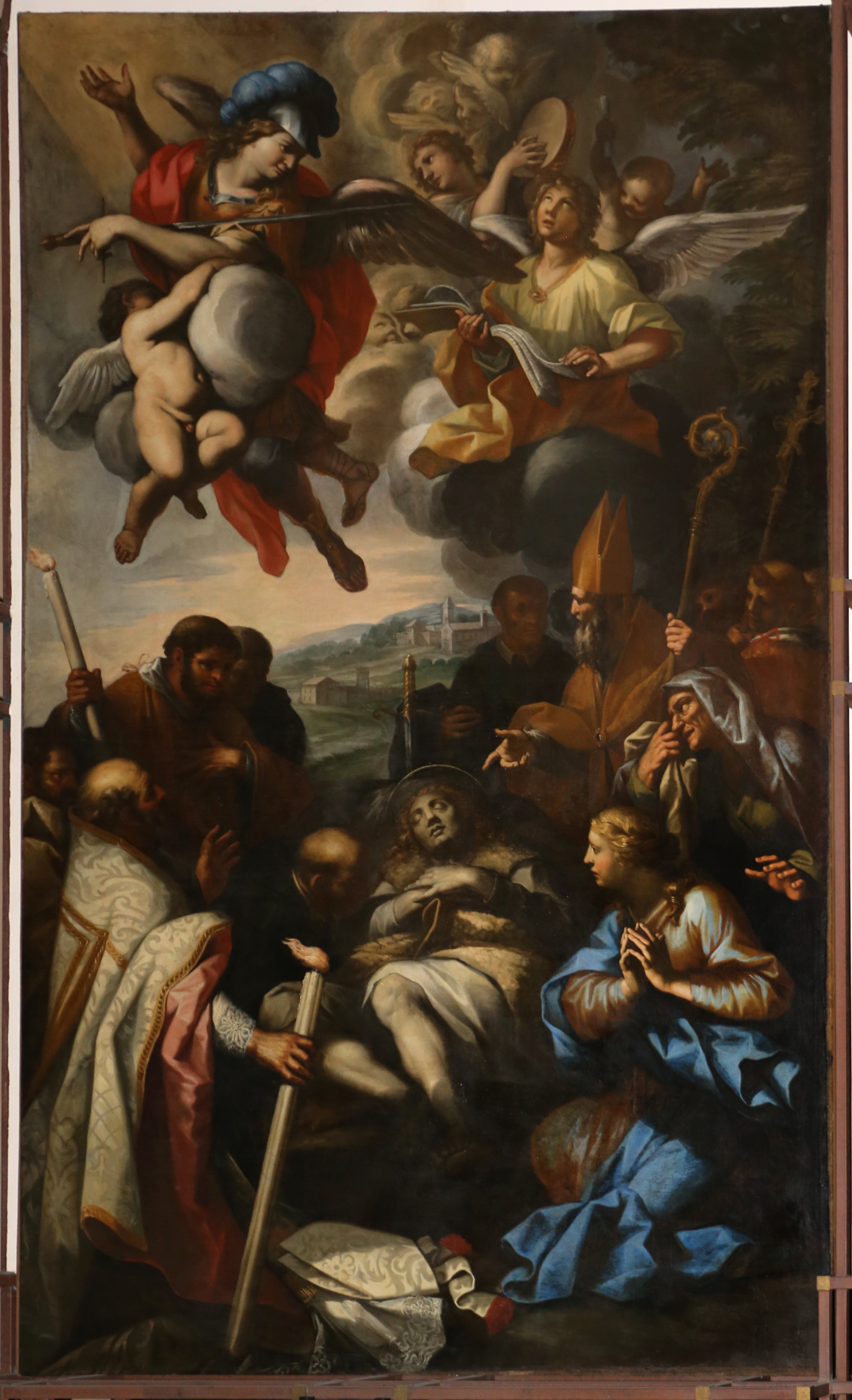
Дейфебо Бурбарини. Смерть Святого Гальгано. 1650. Холст, масло
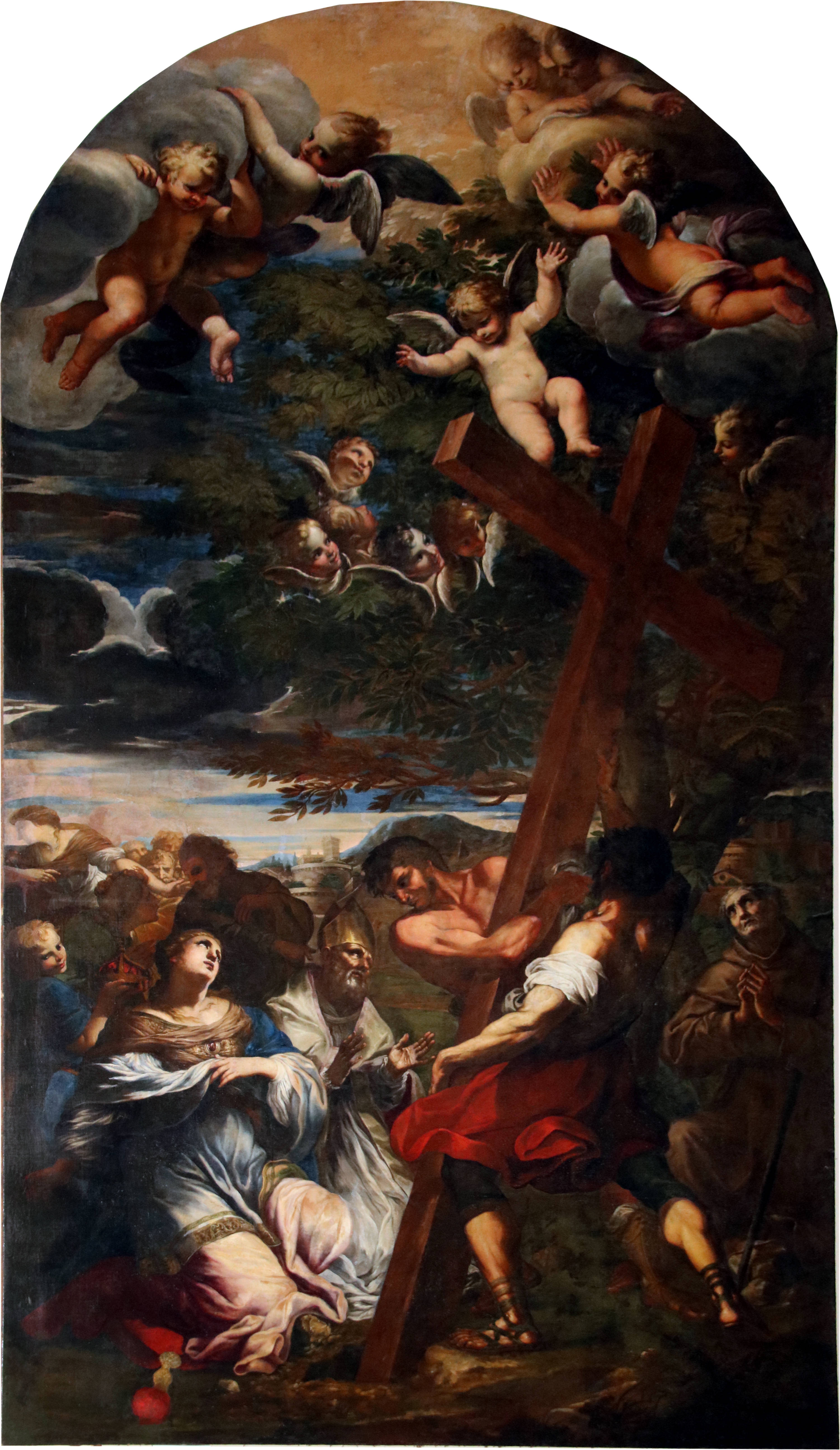
Франческо Назини. Святая Елена у Истинного Креста
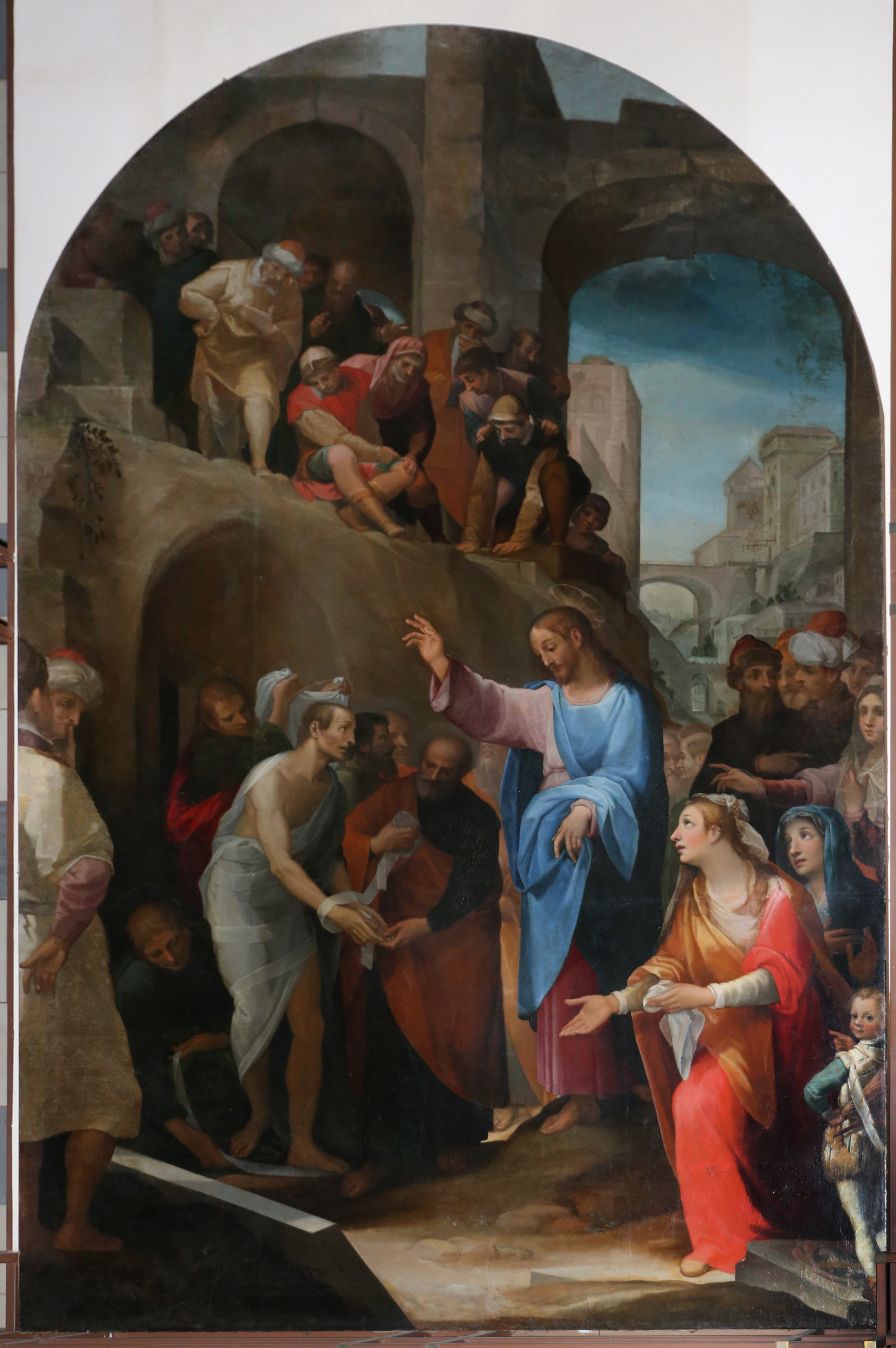
Алессандро Казолани и Винченцо Рустичи. Воскрешение Лазаря. Между 1575 и 1600